# Dornier Do 215
Dornier Do 215 là một loại máy bay ném bom hạng nhẹ, trinh sát, tiêm kích bay đêm do hãng Dornier chế tạo, ban đầu dùng để xuất khẩu, nhưng cuối cùng lại được trang bị cho Không quân Đức. Giống như mẫu trước đó là Dornier Do 17, nó thừa hưởng tên gọi "The Flying Pencil" do khung thân mỏng của nó. Mẫu máy bay kế tiếp Do 215 là Do 217.

## Biến thể
Do 215 V1Dornier Do 17 Z-0 làm mẫu thử đầu tiên cho Do 215, gặp tai nạn khi đang thử nghiệm.
Do 215 V2Dornier Do 17 Z-0 (D-AIIB) lắp động cơ Gnome-Rhône và làm mẫu thử thứ hai cho Do 215.
Do 215 V3Mẫu thử thứ ba cho Do 215, lắp động cơ Daimler-Benz DB 601Ba.
Do 215 A-1Định danh ban đầu cho 18 máy bay chế tạo cho Không quân Thụy Điển.
Do 215 B-03 chiếc thuộc phiên bản A-1 tái trang bị lại cho Luftwaffe làm nhiệm vụ trinh sát/ném bom.
Do 215 B-115 chiếc còn lại của phiên bản A-1 trang bị cho Luftwaffe.
Do 215 B-2Phiên bản trinh sát không ảnh.
Do 215 B-32 chiếc tương tự như B-1 bán cho Liên Xô.
Do 215 B-4Phiên bản trinh sát cải tiến phát triển từ phiên bản B-2, lắp camera Rb 20/30 & Rb 50/30.
Do 215 B-5Phiên bản tiêm kích bay đêm được gọi là Kauz III. 20 chiếc được hoán đổi từ B-1 và B-4.

## Quốc gia sử dụng
Chính
 Germany
- Luftwaffe

 Hungary
- Không quân Hoàng gia Hungary [3] operated at least 11 aircraft.

 Liên Xô
- Không quân Liên Xô mua 2 chiếc từ Đức.[4]

Dự định
 Thụy Điển
- Không quân Thụy Điển

 Kingdom of Yugoslavia
- Không quân Hoàng gia Nam Tư

## Tính năng kỹ chiến thuật (Dornier Do 215 B-1)
German Aircraft of the Second World War 

### Đặc điểm riêng
- Tổ lái: 4 (phi công, sĩ quan phụ trách bom kiêm xạ thủ, 2 xạ thủ)
- Chiều dài: 15,79 m (51 ft 9⅔ in)
- Sải cánh: 18 m (59 ft 0⅔ in)
- Chiều cao: 4,56 m (14 ft 11½ in)
- Diện tích cánh: 55 m² (592 ft²)
- Trọng lượng rỗng: 5.780 kg (12.743 lb)
- Trọng lượng có tải: 8.800 kg (19.401 lb)
- Động cơ: 2 × Daimler-Benz DB 601 Ba, 1.175 PS (1.159 hp, 864 kW) mỗi chiếc

### Hiệu suất bay
- Vận tốc cực đại: 470 km/h (254 kn, 292 mph)
- Tầm bay: 2.450 km (1.323 nmi, 1.522 mi)
- Trần bay: 9.000 m (29.500 ft)
- Lực nâng của cánh: 105,1 kg/m² (32,78 lb/ft²)
- Lực đẩy/trọng lượng: 184 W/kg (0,113 hp/lb)

### Vũ khí
- 4 súng máy MG 15 7,92 mm (.312 in) sau nâng lên 6 khẩu
- 1.000 kg (2.205 lb) bom